# Castillo de Aroche
El castillo de Aroche, también llamado castillo de las Armas, es una fortificación situada en el casco urbano de la localidad onubense de Aroche (Andalucía, España). Sus restos cuentan con la protección de la declaración genérica del Decreto de 22 de abril de 1949, sobre protección de los castillos españoles,
y de la Ley 16/1985, sobre el Patrimonio Histórico Español.
Son, por tanto, Bien de Interés Cultural, con categoría de Monumento.

## Descripción
Se trata de una fortaleza islámica adscrita al período almohade (siglos XII-XIII) según las cronologías absolutas obtenidas por C-14 en trabajos arqueológicos desarrollados en 2004. Ha sido reformado en varios momentos hasta el siglo XVII, debido a las continuas guerras con Portugal. La fortaleza corona un cerro en torno al cual se desarrolla la trama urbana de esta localidad.
El perímetro es reducido, 273 metros, y la superficie contenida es 2650 metros cuadrados. Siguiendo el modelo de fortaleza islámica de la provincia, atiende a un "cuadribugium", cuya planta es rectangular, con diez torres, cuatro de ellas en los ángulos y seis más entre los lienzos de la muralla. La fortaleza conserva una puerta de acceso directo que podría corresponder con la primera fase de construcción de la fortaleza, localizada en el flanco sur, de ingreso recto y con dos arcos de herradura. Se trata de la llamada Puerta de la Reina. La puerta de acceso actual es del siglo XVIII.
Recorre su perímetro un adarve, labrado aprovechando el grosor de los muros, desprovisto de parapeto y merlones. Igualmente, las torres no conservan en la actualidad cámaras en su interior, a excepción de dos, situadas próximas al actual acceso, ambas cubiertas con bóvedas de medio cañón.
En 1801 se le notifica a Sevilla que se iba a construir una plaza de toros en el interior del castillo, con las obras ya iniciadas. Desde Sevilla se envían numerosas notificaciones negativas a la construcción, aunque para marzo de 1802 ya se sacaba a subasta su gestión.

## Historia
Los restos más antiguos de esta fortaleza, tanto por su aparejo constructivo, tapial, como por los fragmentos cerámicos encontrados en su interior, parecen remontarse a época islámica y, concretamente, sería una construcción almorávide del siglo XI. Incorporada la plaza al dominio de la Corona castellana debió ser reedificada en 1293, ya que aparece mencionada en el documento de Sancho IV por el que autoriza a la ciudad de Sevilla a levantar fortalezas en los límites de su alfoz. 
Constan documentalmente reparaciones efectuadas en 1386 y en varios momentos del siglo XV, labores que estarían en relación directa con el importante papel que jugó la fortaleza como primera línea defensiva de la frontera con el vecino reino de Portugal. Carente más tarde de utilidad militar, el edificio fue deteriorándose paulatinamente, aprovechándose finalmente su espacio interno desde 1804 como recinto para la celebración de corridas de toros.